# Amegilla atrocincta
Amegilla atrocincta es una especie de abeja excavadora perteneciente al género Amegilla, categorizada en la tribu Anthophorini, de la subfamilia Apinae. Fue descrita científicamente por el entomólogo francés Amédée Louis Michel Lepeletier en 1841.
Suele frecuentrar diversidad de plantas florales como Acalypha ornata, Berkheya heterophylla, Blepharis capensis, Cleome elegantissima, Cotyledon campanulata, Pentzia incana, Peristrophe cernua, entre otras.

## Distribución
Se distribuye por varios países del continente africano, entre ellos, Senegal, Burkina Faso, Costa de Marfil, Nigeria, República Centroafricana, República Democrática del Congo, Uganda, Kenia, Etiopía, Angola, Namibia, Lesoto, Malaui, Tanzania, Sudáfrica, Botsuana y Zimbabue.